# ارجمند (فیروزکوه)
اَرجُمَند شهری است در استان تهران ایران. این شهر در بخش ارجمند از توابع شهرستان فیروزکوه قرار دارد. زبان مردم این شهر طبری (مازندرانی) است.
جمعیت این شهر در سال ۱۳۹۵، برابر با ۱۹۰۳نفر بوده‌است.
از میان ۱۰ شهری که در مدّت دهه ۱۳۸۵–۱۳۷۵ به شهرهای استان تهران افزوده شده‌اند، ارجمند کوچک‌ترین آن‌ها است.
منطقهٔ پیرامون شهر ارجمند منطقه‌ای‌ست ییلاقی و کوهستانی با رودهای فراوان و بلندی‌های برفگیر که به کوه دماوند مشرف می‌باشد. آب و هوای آن سردسیری و کوهستانی، سرسبز با آب فراوان است و رودخانهٔ نم‌رود که بر روی آن سد نم‌رود ساخته شده‌است از نزدیکی آن می‌گذرد.
سرشاخه‌های این رود رودهای فرح‌رود، قزقان‌چای و ورسخواران هستند..

## اماکن دیدنی
بقعه های امام زادگان دوازده تن که در انتهای شمال غرب شهر ارجمند در فاصله ۳۵ کیلومتری شمال غرب فیروزکوه قرار دارند از دیدنی‌های این شهر هستند.

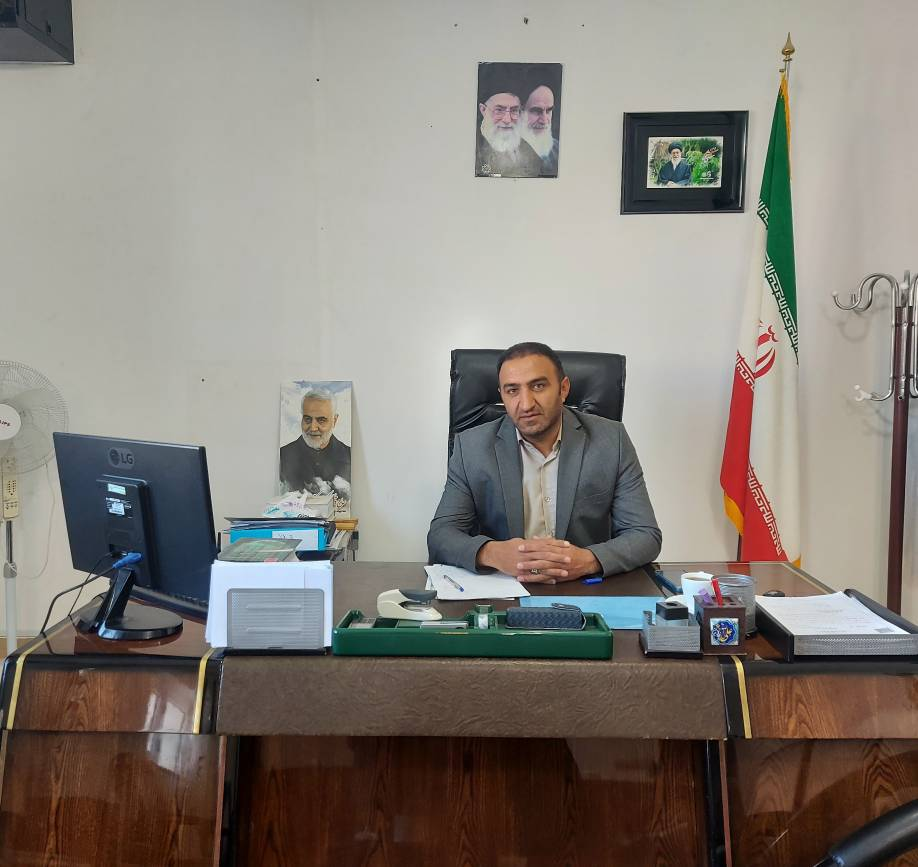
اقای عبدالله شجاع(شهردار فعلی ارجمند)

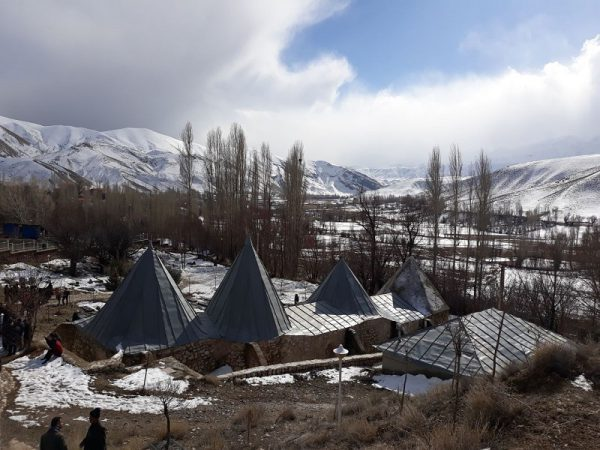
قبرستان و بقعه های دوازده تن

امام زاده دوتن در انتهای خیابان 16 متری قرار دارد.
این شهر شامل بخش های سرسبز است که بسیار دلگشا هستند و دو بخش خونزر و باغ بن بیشتر از باقی مورد استفاده هستند.
از روستاهای دیدنی پیرامونی ارجمند روستای لزور است.

### ماجرای امام زادگان دوزاده تن
براساس عقايد ريش سفيدان محلي يكي ازخوانين آن زمان بنام حرمت الملوك كه ازسياستمداران بود(وخانمي عفيفه وپاكدامن بود) شبي از شبها خواب مي بيند كه درشمال غرب آبادي ارجمند دوازده تن ازمعصومين كه اسامي آنها دربحرالانصاب مي باشد مدفون هستند ودرخواب مكلف مي شود كه باهزينه خود براي آنها بقعه بنا نمايد فرداي آنروز تمامي روحانيون منطقه وحاكمان شهر رابه ارجمند فرا مي خواند وخوابي را كه ديده براي آنها بازگو مي نمايد وتصميم برساخت وساز بقعه هاگرفته مي شود ازطرف ديگر ساختن بناها وحمام ونظاير آنها فقط توسط معماري كه در نداي لاهيجان زندگي مي كردانجام مي گرفت وروستاهاي مجاورازساختن چنين بناهايي عاجز بوده اند. فيروزكوه درآن زمان اسم ورسم به صورت حال نداشت روستايي بود كه كه سرراه شمال –تهران قرارداشت مركزحكومت درارجمندبودهمان شبي كه خانم حرمت الملوك خواب مي بيند آن معماري كه هم درروستاي ندا بود خواب مي بيند كه باچندنفرازكارگران ماهربراي ساختن بقعه دوازده تن بايد به روستاي ارجمند برود كه درراستاي ساخت وساز هرروزجلسه اي باحضور دولت مردان آن زمان درسالن سخنراني ارجمند كه نام آن ساختمان دراداره ثبت واسناد بنام عمارت ثبت گرديده تشكيل مي شده است به اطلاع مي رسد چندغريبه براي اداي توضيحات اجازه ورود مي خواهند باكسب اجازه واردمجلس مي شوند وموضوع رامطرح مي نمايند كه درحقيقت واقعيتها براي همه مشخص مي شود ازفرداي آن روز باهمت آن خانم واهالي بقعه وبارگاه به سبك وسليقه آن معمار ساخته مي شود كه هنوز آن معماري ب حمد خدا باقي ودر حال مرمت مي باشد زمان تنظيم وقفنامه اماكن متبركه مساجداربعه وديگر مراسم مذهبي ازدرآمد موقوفه براي آنها هزينه درنظر گرفته كه آن هم براي آن سيهه آن عمل ميشود .محوطه اي كه اين مقبره هادرآن واقع شده اند نسبتاً وسيع وداراي بيش از1500مترمربع وسعت بوده وبه نظرمي رسد بيش از900سال قدمت داشته باشد 

## آثار مرتبط
کتابی مربوط به ارجمند به قلم آقای روح الله خلیل ارجمندی در سال 1402 به نام فرهنگ و تاریخ ارجمند به چاپ رسید.

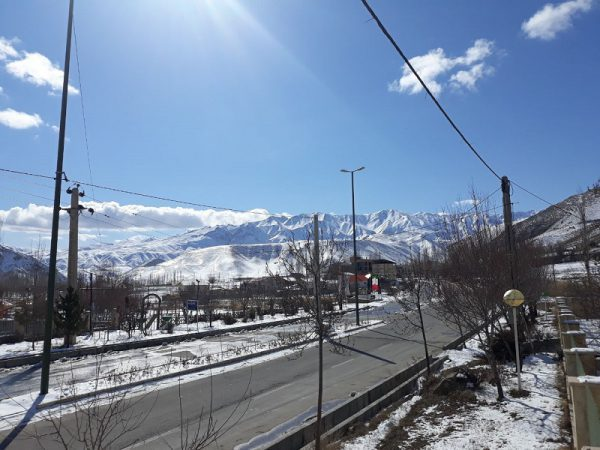
نمایی از خیابان اصلی شهر در ورودی شهر